# Tetricus II
Tetrykus II, Gaius Pius Esuvius Tetricus – rzymski uzurpator w zachodniej części cesarstwa w latach 273-274.
Był ostatnim samozwańczym władcą tzw. Imperium Galliarum ze stolicą w Trewirze, jednym z następców Marka Kasjanusa Postumusa, który ogłosił się cesarzem w roku 260 n.e. 
Panował wraz z ojcem Tetrykusem I jako cezar i nosił tytuł princeps iuventutis. Materiał numizmatyczny w postaci monet emitowanych z inskrypcją IMPP AVGG (Imperatores Augusti duo) świadczyłyby o jego późniejszym podniesieniu do godności augusta jako współrządcy. Dobrowolnie poddał się prawowitemu cesarzowi rzymskiemu, Aurelianowi w 273 roku n.e. i w rok później, wraz z pokonaną królową Palmyry, Zenobią, był prowadzony w uroczystym pochodzie triumfalnym cesarza.